# Ольдекоп, Карл Фёдорович
Карл Фёдорович Ольдекоп (1775—1831) — российский генерал, дежурный генерал 3-й Западной армии в 1812 году.

## Биография
Родился в 1775 году и происходил из дворян Лифляндской губернии. В семилетнем возрасте был записан в лейб-гвардии Преображенский полк; действительную службу начал с 1795 года капитаном в Черниговском пехотном полку.
Будучи подполковником, ко времени первой войны с Наполеоном он состоял адъютантом начальника резервного корпуса генерал-лейтенанта И. Н. Эссена. В следующем году Ольдекоп был переведён в Днепровскую армию Михельсона и в чине полковника был назначен командиром Крымского мушкетерского полка, с которым участвовал в обложении и взятии крепости Хотина; 30 ноября 1806 г. за отличие Ольдекоп был пожалован во флигель-адъютанты Его Императорского Величества.
В 1807 году, во время новой войны с Наполеоном, корпусу Эссена приказано было идти от Днестра к Бресту и действовать отдельно от главной армии. Ольдекоп состоял дежурным штаб-офицером этого корпуса во всю войну до Тильзитского мира, причём участвовал во многих сражениях (в том числе при Остроленке) и за отличия был награждён орденом Св. Владимира 4-й степени с бантом и прусским орденом «За заслуги».
Но в марте 1808 года он имел неосторожность навлечь на себя неудовольствие императора Александра I, был лишён звания флигель-адъютанта и назначен дежурным штаб-офицером резервных войск действовавшей против турок армии, а год спустя был назначен бригад-майором к главнокомандующему Молдавской армией князю Багратиону.
Здесь ему дана была возможность отличиями в делах с турками загладить свою вину, и за храбрость, выказанную при переправе через Дунай, при покорении крепости Кюстенджи и поражении турок под Рассеватом ему было возвращено звание флигель-адъютанта Его Императорского Величества, а за осаду Силистрии и Татарицкое сражение 10 октября 1809 года он был награждён орденом св. Владимира 3-й степени.
Назначенный в январе 1810 года шефом Алексопольского мушкетерского полка, Ольдекоп в мае того же года снова перешёл Дунай и участвовал в осаде Силистрии, а затем в делах с турками под Шумлой.
В июле этого же года, шефствуя над Колыванским полком, он храбро действовал под Рущуком и Батиным и близ Слободзеи.
За сражение при Батине Ольдекоп 18 апреля 1812 года был награждён орденом св. Георгия 4-й степени  № 2407 (по кавалерскому списку Григоровича—Степанова, № 1040 по списку Судравского)
В воздаяние отличного мужества и храбрости, явленных при разбитии турецких войск 26 августа 1810 года при селении Батине, где послан был от главнокомандующего генерала графа Каменского, у коего находился с нужными приказаниями, в опаснейшие места и всегда исполнял делаемые ему поручения с особливою расторопностию, усердием и неустрашимостию, а во время штурма, командуя колонною, составленною для фальшивой атаки, равномерно исполнил в точности приказание
В 1812 году Ольдекоп в чине полковника нёс обязанности дежурного генерала третьей резервной и обсервационной армии Тормасова и за отличия был 2 декабря произведён в генерал-майоры (со старшинством от 31 июля). В должности дежурного генерала Ольдекоп остался и при соединении 3-й резервной армии с Дунайской в одну — третью Западную, в составе которой принял участие во многих крупных делах (при Кобрине, Пружанах и Городечно).
По заключению Пойшвицкого перемирия, будучи уже в должности дежурного генерала Главной армии, находившейся под начальством Барклая-де-Толли, Ольдекоп был одним из самых деятельных помощников последнего при укомплектовании и переформировании войск, сражавшихся почти непрерывно более года. По возобновлении военных действий Ольдекоп принимал участие во всех крупнейших делах новой кампании.
Он сражался под Дрезденом, Кульмом, Лейпцигом, Бриенном, Фершампенуазом и Парижем, причём за храбрость и отличия, выказанные в сражении под Кульмом, был награждён орденом св. Анны 1-й степени, за сражение под Лейпцигом получил орден св. Владимира 2-й степени и за бои во Франции получил алмазные знаки к ордену св. Анны 1-й степени.
В 1815 г. Ольдекоп принял участие в действиях первой армии, дежурным генералом коей состоял и по возвращении наших войск в Россию, причём 20 сентября 1821 г. был произведён в генерал-лейтенанты.
В 1829 году Ольдекоп вышел в отставку и 13 (25) июня 1831 года умер в м. Дубровне.